# Grande étoile-peigne
Espèce
Synonymes
- Asterias aranciaca Linnaeus, 1758[2],[3]
- Asterias aurantiaca Tiedemann, 1816[2],[3]
- Astropecten antarcticus Studer, 1876[2]
- Astropecten aurantiaca Gray, 1840[2],[3]
- Astropecten crenaster Dujardin & Hupé, 1862[2]
- Astropecten meridionalis Studer, 1876[2],[3]
- Astropecten perarmatus Perrier, 1869[2],[3]

La grande étoile-peigne (Astropecten aranciacus), parfois appelée étoile à peignes, est une espèce d'étoiles de mer de la famille des Astropectinidae. Il s'agit de l'espèce-type du genre Astropecten qui regroupe l'ensemble des étoiles-peignes. Cette étoile de mer est présente dans l'océan Atlantique ainsi qu'en mer Méditerranée. Elle peut mesurer jusqu'à 60 cm et se distingue par ses épines longues et dures faisant penser à un peigne.

## Taxinomie
L'espèce est décrite par le naturaliste suédois Carl von Linné en 1758 avec comme nom binominal Asterias aranciaca. Elle rejoint le genre Astropecten quand celui-ci est mis en place par le zoologiste britannique John Edward Gray en 1840. De nombreux synonymes sont recensés. La sous-espèce Astropecten aranciacus gruveli décrite par le zoologiste français Jean Baptiste François René Koehler en 1911 a depuis été élevée au rang d'espèce : Astropecten gruveli. Astropecten est formé du latin « astro » signifiant « étoile », et de « pecten » signifiant « peigne ». L'épithète spécifique aranciacus, (« orangé, d'aurancium) renvoie à la couleur de l'étoile.

## Distribution et habitat

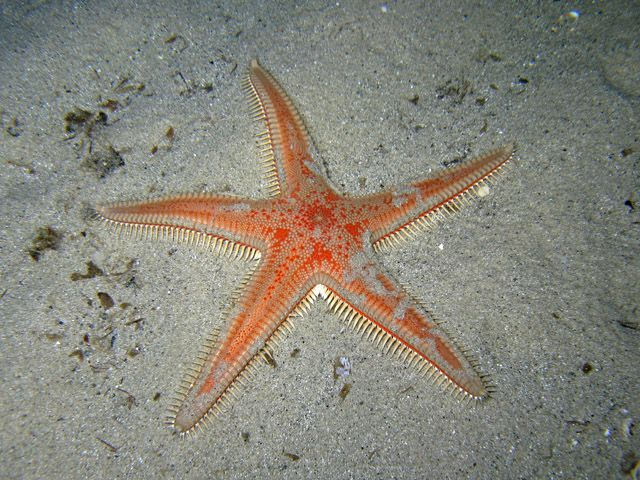
A. aranciacus préfère un milieu afaunal, le plus souvent un fond sableux, comme ici en Sardaigne.

La distribution de la grande étoile-peigne couvre la mer du Nord, la Manche, une grande partie de l'océan Atlantique est, des côtes françaises jusqu'à celles du Sierra-Leone environ, ainsi que la mer Méditerranée.
L'espèce se rencontre sur des fonds sableux, rarement sur des herbiers constitués de posidonies et de zostères. Son habitat s'étend de 2 m sous la surface jusqu'à une centaine de mètres de profondeur,.

## Description

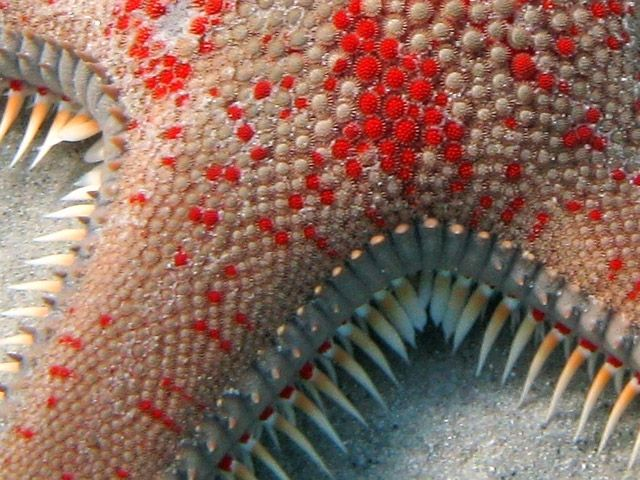
Détail des plaques rouges et orangées ; les paxilles de différentes tailles sont visibles.

Avec une envergure pouvant atteindre 60 cm, il s'agit d'une des plus grandes étoiles-peignes. L'étoile possède le plus souvent 5 bras ; un bras coupé peut se régénérer. La façade dorsale est renflée et accueille une unique plaque madréporique de l'étoile. Cette plaque est excentrée. De très nombreux paxilles, des petites structures squelettiques, rouge orangé sont visibles sur la façade dorsale des bras. Les bras présentent également des plaques brunes organisées en rangée. Ces plaques arborent deux ou trois rangées de petites épines,. D'autres plaques sont présentes sur le bord inférieur des bras ; les épines situées sur ces plaques portent une rangée d'épines dures et pointues de grande taille : elles mesurent jusqu'à 2 cm. C'est cette rangée d'épines évoquant un peigne qui donne son nom vernaculaire à Astropecten aranciacus. Les plaques portent de petits piquants supplémentaires (entre 2 et 5). La face ventrale est jaunâtre et présente des pieds ambulacraires, les organes du déplacement, ne possédant pas de ventouse.
En Méditerranée, la grande étoile-peigne partage son habitat avec d'autres espèces ressemblantes : 
- l'étoile-peigne commune (Astropecten irregularis) présente le plus de risque de confusion mais celle-ci ne mesure pas plus de 20 cm et ne présente pas d'épines sur le bord inférieur des bras[5] ;
- l'étoile-peigne de Johnston (A. jonstoni) dont les bras sont triangulaires ; elle est de couleur grise et ne dépasse pas 8 cm ;
- la petite étoile-peigne (A. spinulosus) mesure 8 cm, ses pieds possèdent des ventouses ;
- l'étoile-peigne hérissée (A. bispinosus) a des bras plus fins qu'A. aranciacus, un disque central étroit et des épines orientées vers le haut ;
- l'étoile-peigne à piquants plats (A. platyacanthus) qui ressemble très fortement à A. bispinosus)[4],[5].

## Écologie et comportement

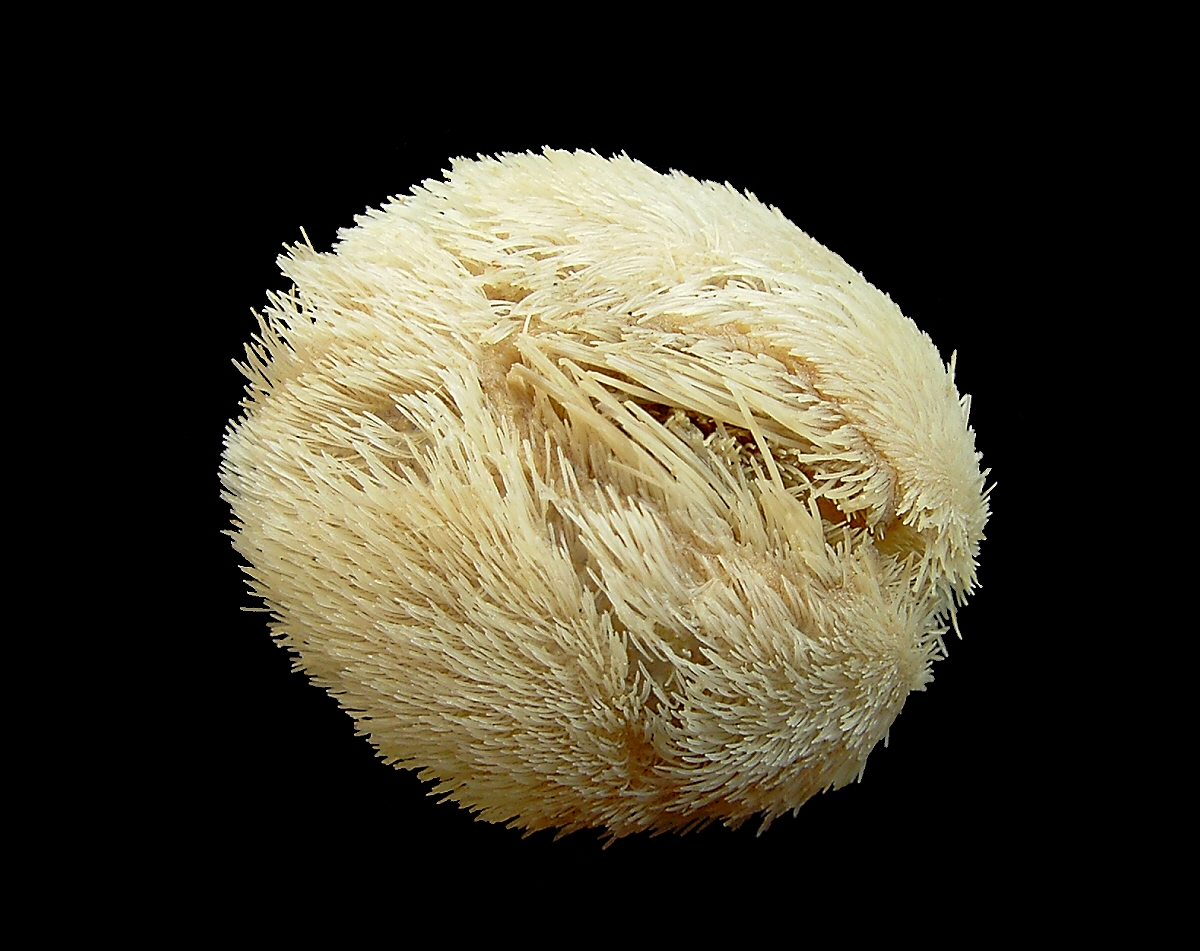
Les oursins du genre Echinocardium, ici E. cordatum, font partie des proies favorites de l'étoile.

La grande étoile-peigne est une espèce nocturne, elle s'enfouit sous le sable durant la journée. Elle peut se déplacer de 25 m en une nuit avant de revenir précisément à son emplacement. Elle se nourrit de gastéropodes, de bivalves, de vers marins, particulièrement Acholoe astericola, et d'oursins des sables, notamment du genre Echinocardium,.
La reproduction est sexuée et requiert l'échange de gamètes des deux sexes. La semence est relâchée dans l'eau : après fécondation, la larve s'incorpore à la microfaune du plancton. La métamorphose a lieu au bout de quelques semaines : la larve s'échoue sur le fond et devient une petite étoile sans passer par le stade larvaire brachiolaria,.